# 奧爾利夫卡 (普里莫爾斯克區)
46°42′29″N 36°1′57″E / 46.70806°N 36.03250°E
奧爾利夫卡（烏克蘭語：Орлівка）是位於烏克蘭東南部的村莊，由扎波羅熱州別爾江斯克區的普里莫爾斯克市鎮負責管轄。該村處於洛祖瓦特卡河左岸，始建於1861年，面積4.13平方公里，海拔高度8米，2001年人口862。